# レイルロード・モデル・クラフツマン
レイルロード・モデル・クラフツマン（Railroad Model Craftsman）はアメリカ合衆国の鉄道模型雑誌である。1933年3月に創刊され元の名前はModel Craftsmanで他の分野のスケールモデルも同様に扱っていた。1949年4月鉄道模型に焦点を当て現在の名前に変えた。合衆国において現在まで継続する最古の鉄道模型雑誌の座をめぐりライバルであるモデル・レイルローダーは対抗して"Model railroading exclusively since 1934."のキャッチフレーズを用いる。
雑誌はニュージャージー州ニュートンのCarstens Publicationsが発行する。会社は同様にRailfan and RailroadとFlying Models誌を発行する。
名前から提起される様にレイルロード・モデル・クラフツマン誌はスクラッチビルドやキットバッシングに最も近い競合する他紙よりも誌面を割いている。